# مضلع القوى

يسار: 4 قوى مختلفة تؤثر في نقطة A ; يمين : رسم مضلع القوى ، والمحصلة هي السهم.

مضلع القوى  (بالإنجليزية: Polygon of force)‏ هو مضلع هندسي يستخدم لتعيين محصلة عدة قوى تؤثر على جسم في نقطة معينة. عندما تؤثر عدة قوى على جسم في نقطة معينة، نجد أن الجسم سوف يتحرك نتيجة لذلك تحت تأثير ما يسمى «محصلة القوى» وفي اتجاهها. أما إذا عادلت القوى بعضها البعض فلا يتحرك الجسم من موضعه ويبقى ثابتا.
نقوم برسم متجه يمثل القوة F1 (متخذا طوله واتجاهه). من نهاية السهم نقوم برسم متجه يمثل القوة الثانية F2 بحيث يكون مساويا لها في المقدار والاتجاه. ونكرر تلك العملية مع القوة الثالثة F3 ، ثم القوة الرابعة F4 على التوالي. السهم الباديء من نقطة تأثير القوى وينتهي بالتقائه برأس سهم القوة الرابعة F4 هو محصلة الأربعة قوى، ويمثلهم جميعا. في الرسم المحصلة هي {\displaystyle {\vec {F}}_{R}}.
طريقة استخدام مضلع القوى هي نفس طريقة استخدام متوازي أضلاع القوى لتعيين المحصلة. وهي طريقة تعادل حل مسألة جمع المتجهات ولكن بطريقة الرسم.

## اقرأ أيضا
- متوازي أضلاع القوى
- متجه